# Peliqueiro

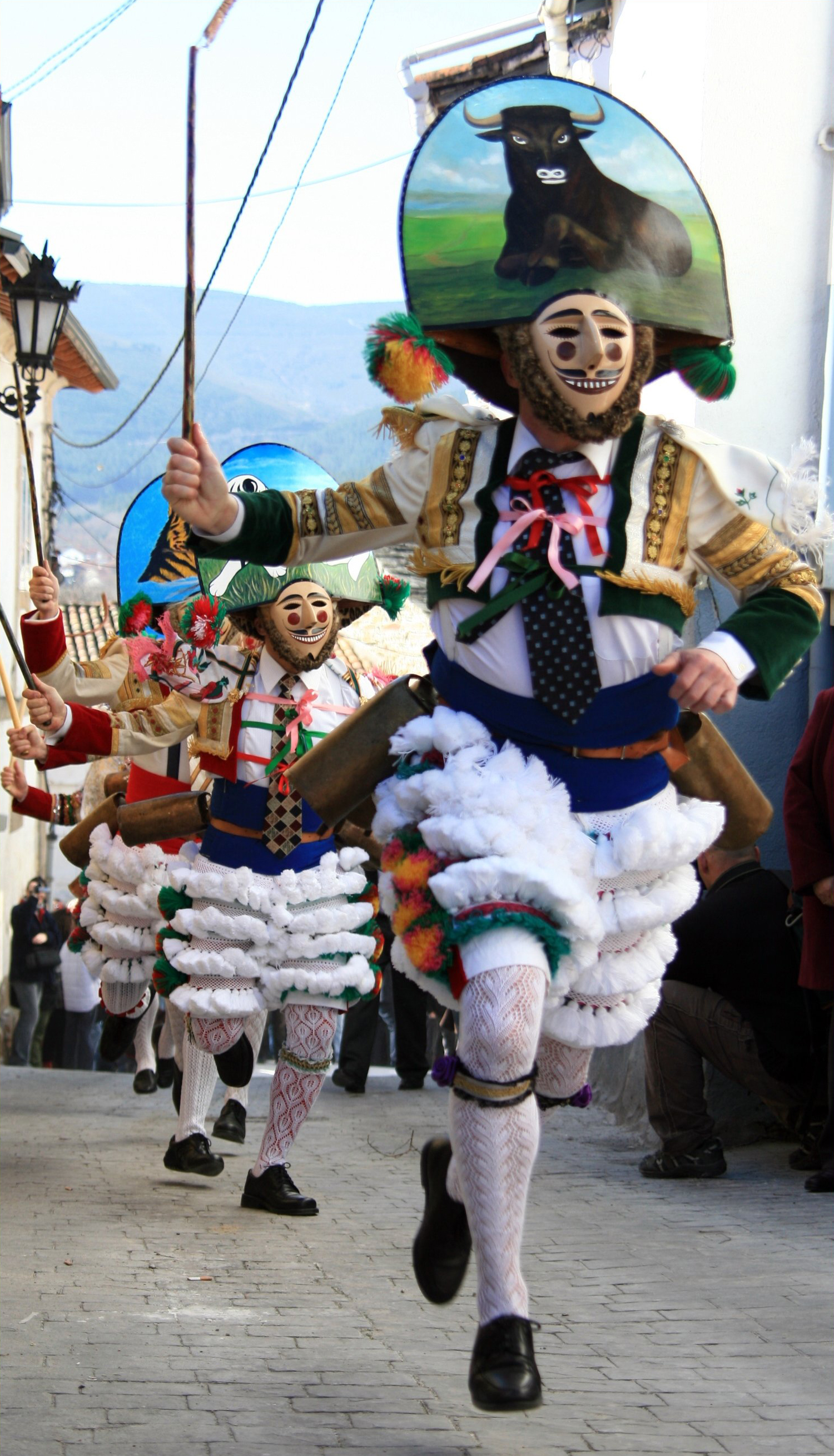
Peliqueiros de Laza.

Se llama peliqueiro o piliqueiro al traje  característico del carnaval de Laza; es similar al cigarrón del carnaval de Verín.
En 1912 fueron a Laza desde la parroquia de Castro de Laza unos 10 peliqueiros, mientras que en Laza mismo solo había unos cuatro o cinco. En aquel entonces los trajes eran alquilados por horas y el precio dependía del momento en el que fueran llevados, siendo solo el momento más caro el domingo por la mañana, a la salida de misa. Los costes podían ir desde cinco reales o medio día de trabajo en la década de 1910, a 50 pesetas, equivalente a varios días de trabajo, en la década de 1950 en la parroquia de Castro. En la actualidad los trajes se hacen a medida y se cuentan unos 100 trajes solo en Laza y 20 o 30 en Castro.

## Descripción de la máscara y el traje
La máscara está formada por una careta de madera, pintada de colores llamativos, que se prolonga en una especie de mitra de metal con un motivo animal (león, lobo, buey) sobre fondo liso. Como demuestran las fotos y diseños de Celso Otero Domínguez que se han conservado, en la década de 1930 se empleaban diseños modernistas, con colores vivos y diseños figurativos centrales como animales (caballos, toros, perros, ciervos, gallos, pájaros exóticos), cuerpos astrales (Sol, Luna, estrellas), humanos (toreros, caballeros, gaiteros y muchas caras de mujeres) o incluso un barco de vapor con la bandera republicana. Las figuras centrales iban rodeadas de orlas, motivos vegetales y geométricos. Detrás, cubriendo la cabeza, lleva una piel, antiguamente de perro, gato montés, zorro o lobo, actualmente de piel de gacela o sintética. De esta piel, llamada pelica en gallego, le viene el nombre de peliqueiro que se le da en Laza.
El traje está compuesto por una camisa blanca, corbata y una chaquetilla corta de la que cuelgan flecos dorados que van atados con lazos de tres colores. Sobre de los hombros va un paño enganchado a la chaqueta. Una gran faja roja envuelta en la cintura sujeta el pantalón, quizás la parte más difícil del traje. Encima de la faja va el cinturón, del que cuelgan los cencerros. Las piernas del peliqueiro van cubiertas con promedios blancos y ligas. Zapatos negros y un látigo en la mano, conocido en la zona como zamarra, que la usan para dar latigazos completan el atuendo de este personaje típico del carnaval del ayuntamiento de Laza.

## Origen
El carnaval de Laza se sitúa entre los diez más antiguos del mundo, y existen diversas teorías sobre el origen del carnaval de esta localidad orensana:
1.- Algunos etnógrafos lo relacionan con la máscara llamada «Morena», que es otro de los elementos del Carnaval lazano y que consiste en una cabeza de vaca hecha de madera, simulando un animal bovino, que ataca a las mujeres. Esta a su vez podría relacionarse con la máscara que salía en Roma en las calendas de marzo. Contra ella escribió San Paciano en el siglo IV en el libro Cervus o Kerbos; también fue vituperada por San Eloy en un sermón del siglo VII. Dice Xesús Taboada que se puede relacionar con pinturas prehistóricas que se suponen ceremoniales teriolátricos; máscaras híbridas, como el hechicero de la gruta de Trois Frères.
2.- Otros autores fijan el origen del carnaval de laza en las saturnales que se celebran en la antigua Roma, en las que los señores se vestían con la ropa de los esclavos y estos por el contrario disfrutaban de libertad. También se ha encontrado relación con el dios griego Dioniso, dios de los placeres, que con la llegada del cristianismo perdió su condición simbólica y mágica.
3.- Otros autores le encuentran relación con los celtas debido, entre otras cosas, a que antiguamente los dibujos de las caretas de los peliqueiros estaban relacionados con el sol, con la luna y con las estrellas. Aun hoy se pueden ver alguna con estas características. De hecho, antes el logotipo del ayuntamiento de Laza era una careta de peliqueiro con los dibujos del sol, de la luna y de las estrellas. Por eso, según algunos autores, esta simbología podría ser anterior a los romanos, encontrándole un origen celta, pues los castreños adoraban las fuerzas de la naturaleza, o tal vez anterior, aunque más tarde se romanizara. Esto tiene cierto sentido pues según Paúl Yacostal, en su obra Early Celtic art habla del estilo de Cheshire como una de las fases del arte celta. Le llama así por el hallazgo de unas máscaras que recuerdan a la sonrisa burlona idéntica a la del gato de Cheshire, uno de los personajes que aparece en el cuento de Las aventuras de Alicia en el país de las maravillas. La careta del peliqueiro también posee la sonrisa burlona, parecida a la del gato de Cheshire. 
4.- Según otros autores, el origen del carnaval está en las lupercales romanas que se celebraban 14 días antes de las calendas de marzo. Con el paso de los siglos se convirtieron en una grandísima celebración orgiástica celebrada el 15 de febrero, en la que participaba todo el pueblo. La fiesta comenzaba cuando los mozos bajaban corriendo del Capitolio golpeando a la gente con una tira de cuero. Las similitudes entre los jóvenes romanos y los peliqueiros lazanos es clara, sobre todo habida cuenta de la fuerte romanización que sufrió Gallaecia. Los peliqueiros conservan la pelica («pellejo») que antes era de gato y ahora es sintética para cubrirse la cabeza. La sus máscaras están pintadas a los animales totémicos que coinciden con los sacrificados en las fiestas de las lupercales: los cánidos (lobo, zorro o perro) y los cápridos (cabra, cordero o carnero).
Sin embargo, Xosé Ramón Marino Ferro, profesor de Antropología social de la Universidad de Santiago, descarta el pretendido origen pagano del Carnaval, considerando que esta fiesta tiene sus raíces en el cristianismo y que se trata de una creación puramente medieval. Afirma que los religiosos identifican carnalidad y sexualidad con el mundo pagano, pero en realidad es de creación medieval, pues todos los disfraces tienen claramente un significado dentro de la cultura medieval.
5.- Existe también otra opinión, muy extendida, de que la figura principal del Carnaval de Laza, el peliqueiro, nace con los recaudadores de contribuciones del Condado de Monterrey (siglo XV). Esta teoría no tiene fundamento ninguno y así lo aseguran Rafael Somoza en su libro El carnaval de Laza, «¿Como se explicaría que el carnaval habría nacido con el Condado de Monterrey con la cantidad de coincidencias en la indumentaria, que serían una repetición, nada menos, que de la empleada no ya por los griegos y romanos sino por los celtas, hace más de veinte siglos?».
Luis Cougil, también se opone a esta teoría, asegurando que el látigo para fustigar ritualmente, la representación de animales totémicos en la máscara y el revestimiento de piel, tienen un origen bastante anterior a la época medieval, y este personaje está estrechamente ligado con los demás elementos que conforman el carnaval lazano, en cuanto sus posibles orígenes.
Con todo esto, cabe pensar que el origen del Carnaval se pierde en la noche de los tiempos, constituyendo una fiesta en la que los ritos y manifestaciones de origen arcaico se mezclan en época romana con otros de tipo social que perviven hasta la Edad Media, durante la que se les infiere un sentido cristiano y así quedan formando parte del ciclo litúrgico cristiano, como «carnestolendas» o la renuncia a la carne antes del comienzo de la cuaresma.